# Der verschwundene Schatz
Die drei ??? und der verschwundene Schatz (Originaltitel The Mystery of the Vanishing Treasure) ist ein 1966 (in Deutschland 1973) erschienener Jugendkrimi von Robert Arthur und der fünfte Band der Buchreihe Die drei ??? sowie die 22. Folge der späteren Hörspielreihe.

## Handlung
Die drei ??? besuchen eine Museumsausstellung, in der wertvolle Edelsteine und Schmuck gezeigt werden. Doch gerade an dem Tag wird dort ein wertvoller, mit Juwelen besetzter Gürtel gestohlen. Justus Jonas bietet dem Sicherheitsleiter des Museums, Saito Togati, die Hilfe bei der Suche an, doch der Sicherheitsleiter vertraut Kindern nicht, die „Detektive spielen“.
Nach dem Museumsbesuch meldet sich Alfred Hitchcock bei den drei Detektiven, er habe einen neuen Fall für sie: Eine bekannte von ihm, Agathe Agawam, wird angeblich Tag und Nacht von „Gnomen“ belästigt und ist am verzweifeln.
Die drei statten ihr einen Besuch ab, bei dem Bob einen Gnom zu Gesicht bekommt. Justus und Peter beschließen, die Nacht bei Miss Agawam zu verbringen, um einen der Gnomen zu fangen. Es gelingt ihnen, die vier Gnomen zu finden und verfolgen sie. Daraufhin werden sie in eine Falle gelockt und in einem alten Theater eingesperrt, wo sie sich vor den Gnomen und dem Nachtwächter Rawley verstecken müssen, werden aber von ihnen gefangen.
Es stellt sich heraus, dass Rawley einen Banküberfall plant und einen Tunnel im Keller von Miss Agawams Haus graben wollte und versuchte deshalb, mit als Gnomen verkleideten Liliputanern Miss Agawam so zu erschrecken, dass sie auszieht, was aber missglückte, weshalb er nun mit seinen Handlangern versucht, sich vom Theater aus unter dem Haus zur Bank hindurchzugraben. Als sie die Beute nach tagelanger Arbeit endlich in die Finger bekommen, beschließen sie, über das Meer zu fliehen und dort Justus und Peter über Bord zu werfen. Bob und Patrick finden einen Hinweis von Peter und können die beiden befreien. Rawley und seine Gehilfen können entkommen. Die Liliputaner können jedoch nicht verhaftet werden, da es keine Beweise für das Vergehen gibt und sie alle Alibis von ihren Freunden haben.
Am Tag darauf kommt der Sohn des Sicherheitsleiters des Museums, Taro Togati, zu den drei ??? und bittet sie im Auftrag seines Vaters nun doch um Hilfe, den Gürtel zu finden. Es gelingt Justus, den Gürtel in der Klimaanlage des Museums zu entdecken und er plant, die Diebe in eine Falle zu locken. Der Plan gelingt und es stellt sich heraus, dass die vier Liliputaner die Diebe sind, da sie aufgrund ihres Berufes als Schauspieler gut Akrobatik beherrschen. Die Togatis sind zufrieden und der verschwundene Schatz ist wieder da, wo er hingehört.

## Sonstiges
- Auf dem 2007 erschienenen Hörspiel „Der Jahrhundertstein“, der achten und letzten Folge der kurzlebigen Hörspielreihe DiE DR3i, zu der es keine Romanvorlagen gab, gibt es ein Wiedersehen mit Saito Togati. Da es zu dieser Zeit lizenzrechtliche Probleme gab, heißt der Junge dort nicht Saito, sondern Taro mit Vornamen und auf die Geschehnisse in „Der verschwundene Schatz“ wird nur mit dem Hinweis auf einen Fall namens „Goldener Gürtel“ verwiesen.